# راجندرا چاندرا هازرا
راجندرا چاندرا هازرا (انگلیسی: R. C. Hazra; ۱ ژانویهٔ ۱۹۰۴ – ۱۰ مهٔ ۱۹۸۲) نویسنده، محقق سانسکریت بود که به دلیل مطالعاتش در زمینه ادبیات پوراناها و اوپاپوراناها شهرت داشت. او در طی چهار دهه فعالیت آکادمیک، حدود ۱۰ کتاب و بیش از ۲۰۰ مقاله تحقیقاتی دربارهٔ موضوعاتی نوشت که از علاقه اصلی خود به ادبیات اسمریتی گرفته تا وداها، ویاکاراها، کاویا، گلچین، باستان‌شناسی، تاریخ جهان، دیرینه‌شناسی و نظام‌های وایکائوهیلیا  و وی شیشکا نیایا نوشت.